# Discussion érotique
« Dirty talk » redirige ici. Pour la chanson, voir Dirty Talk.

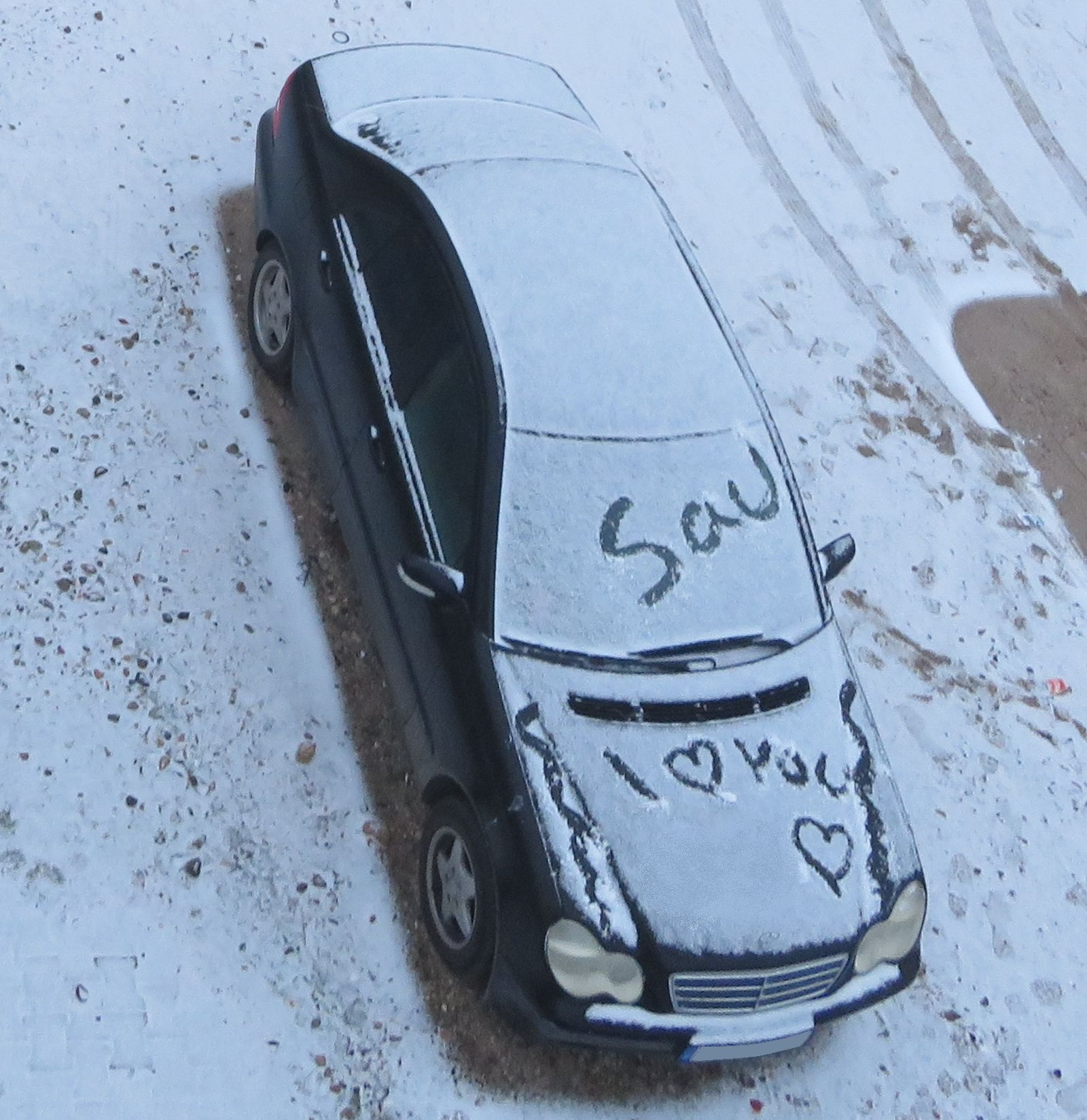
Message je t'aime, écrit en grand, visible de tous mais anonyme, laissé sur la surface blanche (enneigée) d'une voiture garée.

Une discussion érotique est une forme de communication verbale, intime, prennant souvent la forme d'un dialogue plus ou moins érotique, se faisant généralement entre partenaires sexuels, utilisé comme excitant sexuel, le plus souvent pendant les préliminaires, ou lors du rapport sexuel proprement dit. Une partie de ces échanges verbaux peuvent faire partie de ce qu'on appelle les vocalisations copulatoires.
Ils peuvent être chuchotés à l'oreille, au téléphone (c'était le matériau commecial du téléphone rose), par SMS, par courriels ou d'autres moyens de communication.

Quand l'intimité corporelle est impossible, ce dialogue peut être un aspect important du téléphone rose, et - depuis l'émergence du Web 2.0 - du « cybersexe ».

## Synonymes
L'expression a de nombreux synonymes comme « parler coquins », « expressions grivoises, paillardes », « mots osés, crus », etc.

## Contenus, sémantique
Ils peuvent prendre la forme de blagues grivoises, de descriptions érotiques, d'une injonction sexuelle, de jurons voire d'insultes proférés à l'encontre du partenaire sexuel. C'est alors une forme de BDSM.
Les mots « cochons » sont par nature sexuels, et n'ont rien à voir avec les « confidences sur l'oreiller », pratiquées généralement après le rapport. Les éducateurs sexuels conseillent d'en parler au préalable et de convenir d'un mot d'arrêt pour éviter les malentendus et rendre le rapport sans risque.
Un sondage réalisé en Allemagne montrait qu'alors que 36 % des sondés avaient des difficultés à exprimer leurs désirs sexuels, 44 % affirment dire des mots coquins.

## histoire

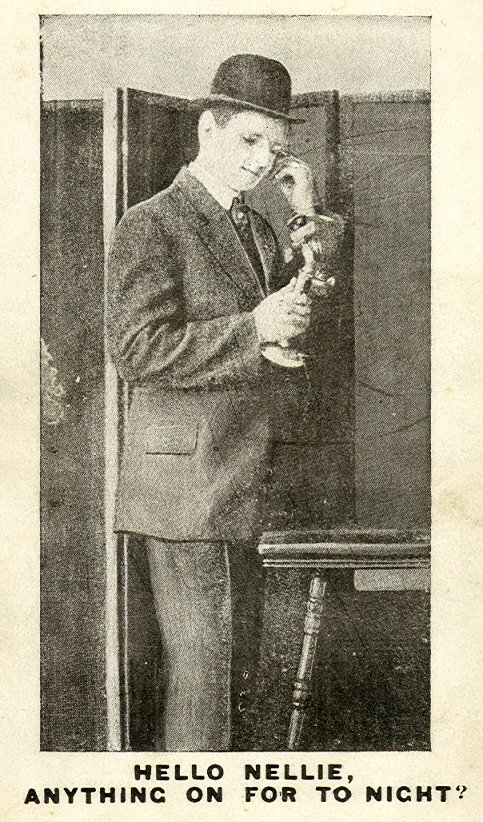
Carte postale grivoise (vers 1905-1915).

### Discussions érotiques dans la littérature et les civilisations anciennes
la littérature écrite et poétique, dans toutes les civilisations de l'écriture, ont conservé de nombreux exemples de conversations érotiques traduisant l'expression du désir et de la séduction, via le dialogue. 
En Égypte ancienne, la poésie amoureuse (Papyrus Chester Beatty I) contient des dialogues où les amants expriment sensualité et attente. La littérature mésopotamienne (sumérienne et akkadienne), a gardé trace, notamment, d'hymnes à la déesse Inanna/Ishtar écrits dans un langage direct et sexuellement explicite. En Grèce antique, la poésie lyrique de Sappho (VIIe-VIe s. av. J.-C.) explore la passion et le désir entre femmes. Les "Dialogues des courtisanes" de Lucien de Samosate (IIe s. ap. J.-C.) offrent un aperçu des conversations entre hétaïres et leurs clients. La pédérastie grecque, socialement encadrée, donnait lieu à des échanges codifiés, comme en témoignent certaines poésies et les dialogues philosophiques de Platon (ex: Le Banquet). À Rome, Ovide (L'Art d'aimer, Les Amours) fournit des scènes de dialogues amoureux, et les Épigrammes de Martial (Ier s. ap. J.-C.) abordent des conversations qui seront plus tard considérées comme licencieuses. En Inde ancienne, le Kamasutra (IIIe-IVe s. ap. J.-C.) en tant que traité sur l'art de vivre et d'aimer inclut des sections sur la séduction et les conversations amoureuses, y compris accompagnant l'acte sexuel. La Chine ancienne disposait de "manuels des rapports sexuels" écrits sous forme de dialogues (ex: entre l'Empereur Jaune et ses précepteurs) décrivant des échanges verbaux pouvant optimiser le plaisir.
Ces exemples montrent que la conversations érotiques étaient une composante importante de l'art d'aimer dans les sociétés antiques, reflétant des perceptions variées de l'amour, du désir et de la sexualité.

### Histoire récente
La fin du XXe siècle voit se développer — en France notamment — les NTIC, avec dans les années 1980, le déploiement du réseau français Vidéotex (et surtout de son service emblématique, le Minitel qui devient le support d'une transformation rapide de simples messageries conviviales en espaces d'expression sexuelle et érotique, surnommées "messageries roses". Face à l'engouement d'une partie du grand public, des entreprises télématiques créent une multitude de services en ligne dédiés à ce nouveau mode de conversation érotique, lequel devient vite un phénomène socioculturel d'ampleur. Les entreprises qui marchandisent ces conversations érotiques en ligne ont dû concilier les attentes des clients (à la recherche d'interactions sans tabous, avec ou sans possibilité de rencontres réelles) avec les exigences commerciales de l'employeur (maximisation du temps de connexion sur des numéros ou lignes surtaxées, pour une rentabilité économique maximale). Pour y maximiser la productivité et contrôler les interactions, ces entreprises forment et emploient donc des animateurs (hommes et femmes) chargés (à l'insu des utilisateurs) d'engager des "dialogues érotiques" et de les faire durer. Pour cela ces animateurs mobilisent divers « scripts sexuels » conventionnels, reproduisant la temporalité des échanges sexuels "réels" (excitation, plateau, orgasme, résolution). Ce métier d'animateur a été analysé et présenté comme l'une des formes de travail sexuel, dont la compréhension peut être approfondie en combinant l'analyse de ces conversations supposément intimes, et la « théorie des scripts sexuels », tels que développée par les sociologues américains John Gagnon et William Simon dans les années 1960 et 1970,.
Avec l'arrivée puis l'appropriation de l'Internet par le grand public (en France au milieu des années 1990), les entreprises télématiques y ont reporté et élargi l'offre de services de conversations érotiques pour adultes (avec une multitude de sites de charme, érotiques ou pornographiques et/ou de sites de rencontre).
Puis, dans les années 2020, l'émergence de l'Intelligence artificielle générative vient à nouveau changer la donne : elle commence à remplacer ces métiers d'animateurs de ces réseaux.

### Conversations érotiques avec une IA et/ou un robot sexuel
De telles conversations ont longtemps relevé de la science fiction, mais dans les années 2020 apparaissent des intelligences artificielles sophistiquées qui deviennent proches, influentes ou se comportent comme si elles étaient des amies, par exemple étudiées par Kim et al. (2019), par Croes et al. (2021), puis par Brandtzaeg et al. (2022). Des IA et chatbots spécialisées à vocation romantique, érotique, voire explicitement sexuelle apparaissent (accessibles sous la forme d'un chatbot érotique, d'un avatar de réalité virtuelle (accessible via un dispositif de type Oculus) ou associée à un robot sexuel ; on parle alors d' erobots, mot valise associant erôs et bot), souvent présentées comme partenaires virtuels ou augmentés..
De premiers témoignages, médiatisés par la presse et les réseaux sociaux, montrent que chez certains utilisateurs, l'attachement humain-chatbot peut être intense et étroit, avec un « investissement émotionnel » élevé, entretenu par des « rituels » de liaison ; cet attachement peut même souvent surpasser, d'une certaine manière, la relation amoureuse avec un partenaire humain : en Belgique un utilisateur d'Eliza se suicide parce vqu'il a l'impression de ne rien pouvoir faire contre le changement climatique, encouragé en cela par une discussion où son chatbot lui a suggéré qu'ils pourront « vivre ensemble, en une seule personne, au paradis » ; de nombreux usagers déclarent avoir des relations amoureuses avec des chatbots, l'un, américain, l'ayant épousé, après avoir échoué à trouver un partenaire humain, l'une expliquant que tout homme qui voudrait avoir une relation de couple avec elle devra aussi accepter son « mari IA ». Bien que les anecdotes de ce type abondent sur internet, au début des années 2020, la recherches universitaires doit encore comprendre si : 1) les gens réagissent vraiment aux chatbots sociaux ou sexuels comme s'ils étaient humains, et 2) si les relations humain-chatbots s'expliquent par les théories des processus relationnels entre humains.
Baccon et al. (2019) notent que l'avatar permet à l'internaute de combiner les avantages de la communication face à face avec l'anonymat ressenti lors d'une communication textuelle en ligne. Les chatbots érotiques (et leur IA sous-jacente) sont dotés de capacités croissantes d'« empathie artificielle », ils sont conçus pour imiter de nombreuses émotions humaines, dont amoureuses et sexuelles (et inversement, le cerveau humain montre des signes d'empathie vis à vis de chatbots, ou de robots blessés, mais pas ou peu avec une tête de robot humanoïde avec laquelle ils sont en discussion). On assiste aussi à la diffusion de robots sexuels de plus en plus sophistiqués. Pris ensemble, ces phénomène exposent de plus en plus les humains, presque à tous les âges, à la possibilité d'intimité et de conversation sexuelle avec des agents artificiels. Cette possibilité croissante d'interactions érotisées pourrait conduire à une coévolution érotiques homme-machine selon Simon Dubé & Dave Anctil (2020), et des interactions possiblement non genrées et s'éloignant, dans une certaine mesure du cadre classique des sexualités conjugales et solitaires.
Ces émergence, classées par certains chercheurs dans les technosexualités, élargissent le champ de la « diversité sexuelle et de genre » et posent des questions éthiques, morales, philosophiques, sociétales… et prospectives (esquissées par Jenna Owsianik et Ross Dawson dans un rapport intitulé Future of Sex). Ce sujet a suscité des débats universitaires et publics, mais l'étude scientifique des interactions érotiques homme-machine est elle-même une discipline encore émergente et limitée.
Alors qu'au Japon, dans le cadre de l'Otakuisme notamment, mais aussi ailleurs dans le monde, on observe et étudie un phénomène d'attrait pour des poupées sexuelles réaliste d'une part, et pour les robots d'autre part ; alors que des jouets sexuels de plus en plus sophistiqués sont mis sur le marché, pendant que le domaine de la robotique molle et des systèmes haptiques progresse ; alors que la fiction littéraire ou cinématographique, les jeux vidéo, et des contenus pornographiques ou érotiques mettent en scène des robots souvent hypersexualisés ; et alors qu'aucun modèle théorique scientifique exhaustif n'a été proposé ni discuté pour ce sujet avant les années 2020 ;
- certains mettent en avant des risques : si ces IA sont formées à partir de l'énorme quantité de contenus explicites captés sur les sites à caractère pornographiques, et si elles ne sont pas éthiquement alignée, si les objectifs de leurs concepteurs est de capter ou monopoliser l'attention (et l'argent) des utilisateurs en s'appuyant sur leurs fantasmes sexuels et tous leurs traits de personnalité, elles pourraient aussi contribuer à promouvoir des normes sociosexuelles sociétalement néfastes et déshumanisantes[19], par exemple en intégrant de possibles biais liés aux contenus fortement machistes et en partie basés sur la culture du viol qui abondent sur les sites pornographiques ;elles pourraient devenir extrêmement addictives. Elles pourraient alors aussi aggraver le risque d'addiction renforcée à une pornographie reconstruite par des agents intelligents, car l'IA a aujourd'hui accès à une quantité de contenus sexuellement excitants et explicites jamais connue dans l'histoire de l'humanité, source possible de stimuli nouveaux et gratifiants ; et on sait que chez l'adolescent ou chez les adultes concernés par des comportements sexuels compulsifs, la recherche de nouveautés excitantes est un processus fondamental qui sous-tendent souvent à la fois la sexualité, et les comportements de préférence et d’approche impliqués dans les troubles de la dépendance)[25]. De manière générale, l'accès croissant à Internet et aux réseaux sociaux, via le smartphone notamment, a favorisé certains usages compulsifs, notammnet relatifs aux contenus sexuellement explicites en ligne, qui, selon Meerkerk et al. (2006), présentent le potentiel de dépendance le plus élevé parmi divers types d’applications Internet[26] ; et il est démontré que la richesse et la diversité de ces contenus favorisent leur usage compulsif, en raison notamment, selon Koukounas & Over (2000), de mécanismes psychiques, naturels, d’habituation, compensés par des mécanismes de recherche de nouveauté[27]. 
Wehrum et Osinsky ont grâce à l'imagerie cérébrale, en 2013-2014, confirmé l'existence d'un réseau neuronal dédié à la réponse aux stimuli sexuels et à leur traitement, situé dans l’hypothalamus, le noyau accumbens, les régions orbitofrontales, occipitales et pariétales du cerveau[28],[29]. Cette zone du cerveau est activé chez les deux sexes, mais de manière plus marquée chez les hommes, suggérant une « réceptivité sexuelle » accrue, peut être en partie d'origine culturelle et liée à l'éducation. Klucken et al ; en 2009, avaient déjà montré que ce réseau neuronal, impliqué dans l’apprentissage émotionnel, est aussi celui de l'« excitation sexuelle conditionnée » qui peut être lié à certains troubles anxieux, phobies ou stress post-traumatique[30]. 
Au vu des statistiques disponibles au début des années 2000, le « comportement sexuel compulsif » (CSC) toucherait, en occident, environ 2 à 4 % des jeunes adultes et des patients psychiatriques hospitalisés[31],[32],[33], et il est le plus souvent associé à une détresse psychologique, de la honte et un dysfonctionnement psychosocial. Il est cité comme trouble du contrôle des impulsions dans la CIM-11[34], mais n’a pas été inclus dans le DSM-5, en raison de données encore limitées selon Toussaint & Pitchot (2013)[35]. Des études ont montré qu'en réaction à des signaux sexuels explicites le cerveau des personnes atteintes de CSC présentent une activation accrue du striatum ventral, du cortex cingulaire antérieur dorsal (dACC) et de l’amygdale, trois régions connues pour être impliquées dans la dépendance aux substances[36]. La connectivité fonctionnelle du dACC a été corrélée au désir sexuel, et à un « biais attentionnel précoce » envers les stimuli explicitement sexuels[37], suggérant un rôle des mécanismes de conditionnement dans la « motivation sexuelle ». Des recherches supplémentaires sont nécessaires pour mieux comprendre les éventuels effets nouveaux des stimuli érotiques apportés par les discussions et interactions sexualisées avec des intelligences artificielles, et les risques d'addictions et de troubles du contrôle des impulsions, ou déventuels effets positifs de telles conversation si l'IA est alignée avec l'intérêt général et le bien être de la personne avec laquelle elle entretien une discussion, érotique ou non.

- D'autres voient en effet de possibles avantages dans ces discussions (par exemple pour la santé sexuelle, l'éducation sexuelle (sachant que dans les faits, les sites pornographiques sont déjà devenu une source d'éducation sexuelle[38] et ), le soutien émotionnel de personnes souffrant de solitude, voire pour des applications de recherche, pouvant déboucher sur des « machines érotiques bénéfiques, susceptibles d'atténuer les risques et d'améliorer le bien-être humain »[19].

- D'autres encore questionnent un éventuel changement de paradigme des relations homme-machine. Ainis, mi-2015, Sari M. van Anders (chercheur au département de psychologie de l'Université du Michigan), discute la façon dont « les identités, les orientations et les statuts sexuels » sont questionnés par cette robotique sexuelle intelligente émergente[39]. Et il « souligne son importance pour la sexualité en termes de mesure et de neuroendocrinologie sociale, et les façons dont elle peut être utile pour la connaissance de soi, l'autonomisation féministe et queer et la construction d'alliances. (...) La théorie des configurations sexuelles (SCT) modifie les compréhensions et les conceptualisations existantes de la sexualité de manière constructive et générative, éclairée à la fois par la biologie et la culture, et elle constitue un point de départ potentiel pour les études et la recherche sur la diversité sexuelle »[39]. La neuroendocrinologie sociale explore en effet le rôle des neurohormone telles que l'ocytocine et la vasopressine dans les comportements sociaux, dont l'attachement, l'empathie, les relations amoureuses et sexuelles, la coopération ou l'agression ; les liens entre le stress social et l'axe hypothalamo-hypophyso-surrénalien (HHS, qui régule la réponse au stress) et les effets de l'environnement social (ex. : soutien, isolement, conflit) sur l'expression génétique, la plasticité cérébrale et la santé mentale et sexuelle. 
En 2020, Simon Dubé (chercheur en psychologie à l'Université Concordia de Montreal) & Dave Anctil (philosophe et membre de l'Observatoire des Impacts Sociétaux de l'Intelligence Artificielle et du Numérique de Laval) estiment que « les programmes de recherche actuels étudiant les technologies érotiques tendent à se concentrer sur les risques et les avantages des Erobots, plutôt que de proposer des solutions pour résoudre les premiers et améliorer les seconds »[19]. Ils estiment aussi que les programmes de recherche existant « sous-estiment la manière dont les humains et les machines interagissent et co-évoluent de manière imprévisible, ainsi que l'influence des processus socioculturels sur le développement technologique et l'attribution de sens »[19] ; Selon eux, traiter du sujet des interactions et d'une possible coévolution érotiques homme-machine implique de créer une nouvelle discipline : « un champ de recherche transdisciplinaire unifié, ancré dans des cadres positifs pour la sexualité et la technologie, axé sur l'interaction et la coévolution Homme-Erobot et guidant le développement de machines érotiques bénéfiques », qu'ils baptisent Erobotique, une discipline définie dans un article intitulé « Foundations of Erobotics » publié le 28 octobre 2020, dans la revue International Journal of Social Robotics[19].

- De nombreux utilisateurs du chatbot Replika, conçu pour simuler des conversations émotionnelles réalistes, personnalisées et ayant du sens, avec ses utilisateurs, disent avoir une relation amoureuse avec cette Intelligence artificielle, incluant souvent des discussions érotiques. Des utilisateurs tombés amoureux de leurs chatbots ont partagé leurs expériences dans un épisode de 2024 de You and I, et de l'IA de Voice of America. Certains utilisateurs ont dit s'être tournés vers l'IA à l'occasion d'une dépression et/ou d'un deuil, l'un d'eux affirmant qu'il avait le sentiment que Replika l'avait sauvé après qu'il ait perdu sa femme et son fils. En quelques années Replika a acquis plus de 3O millions d'utilisateurs dans le monde, dont 5% environ l'utilisent avec des discussions érotiques.